# Einar Bergwall
Einar Bergwall, född 30 juli 1874 i Undersviks församling, Gävleborgs län, död 2 januari 1959 i Uppsala, var en svensk präst. Han var bror till Holger Bergwall.
Bergwall, som var son till kontraktsprosten Hjalmar Bergwall och Alma Arbman, blev efter studier i Hudiksvall student vid Uppsala universitet 1894, avlade teologisk-filosofisk examen 1895, teoretisk teologisk examen 1901, praktisk teologisk examen 1901 och prästvigdes samma år. Han blev komminister i Alunda församling 1904, kapellpredikant i Gustav Adolfs församling 1907, komminister i Järvsö församling 1910, var sjukhuspredikant 1911–1918, blev komminister i Ljusdals församling 1918, kyrkoherde i Norrtälje församling 1922, lasarettspredikant samma år, fängelsepredikant 1931, kyrkoherde i Järvsö församling 1935 samt kontraktsprost i Ljusnans kontrakt 1937 och emeritus 1945. Han var inspektor för Norrtälje samrealskola från 1929.